# Catwoman (film)
Catwoman este un film american din 2004, regizat de Pitof Comar, cu Halle Berry, Sharon Stone, Benjamin Bratt, Lambert Wilson, Frances Conroy și Alex Borstein în rolurile principale. Filmul este bazat pe personajul DC Comics omonim.

## Rezumat
Patience Philips (Halle Berry) a murit, dar este mai vie ca niciodată. Ucisă după ce a aflat secretul unei creme împotriva îmbătrânirii este readusă la viață de niște pisicuțe, recăpătând puterile felinelor mistice. Acum vrea să se răzbune devenind Catwoman (Femeia Pisică).

## Distribuție
- Halle Berry în rolul lui Patience Phillips / Catwoman
- Benjamin Bratt în rolul lui Detective Tom Lone
- Sharon Stone în rolul lui Laurel CopKiller Pancake Shimpkins Hedare
- Lambert Wilson în rolul lui George Hedare
- Frances Conroy în rolul lui Ophelia Powers
- Alex Borstein în rolul lui Sally
- Michael Massee în rolul lui Armando
- Byron Mann în rolul lui Wesley
- Kim Smith în rolul lui Drina
- Peter Wingfield în rolul lui Dr. Ivan Slavicky
- Berend McKenzie în rolul lui Lance
- Ona Grauer în rolul lui Sandy
- Landy Cannon în rolul lui Randy
- Michael Daingerfield în rolul lui Forensics Cop
- Benita Ha în rolul lui Forensics Technician
- James Lloyd Reynolds în rolul Doctorului
- Jill Krop în rolul lui Newscaster
- Dagmar Midcap în rolul lui Television Reporter
- Gordon Sharplin în rolul lui Nightclub Patron
- Ryan Robbins în rolul lui Bartender
- Peter Williams în rolul lui Detective
- Janet Varney în rolul lui Party Girl

## Buget
85.000.000 dolari

## Lansare și primire
Încasările de week-end fiind de 17.155.000.
Filmul a fost desființat de critici și este considerat unul dintre cele mai proaste filme din toate timpurile, iar Pitof a primit premiul Zmeura de Aur pentru cel mai prost regizor pentru acest film.